# Winchkler István
Winchkler István (Győr, 1890. január 11. – Budapest, 1940. január 20.) magyar jogász, diplomata, politikus, a Gömbös-kormány kereskedelem és közlekedésügyi minisztere.

## Élete
Winchkler István Győr-ben született 1890. január 11-én. A budapesti egyetem állam- és jogtudományi karán tanult és szerzett diplomát, majd bírói és ügyvédi szakvizsgát is tett. 1909-ben törvényszéki bíró és kinevezik a budapesti törvényszékhez.  Bécsben és Párizsban 1919-től diplomataként dolgozott. 1930-ban a berlini tárgyalásokon és 1932-ben a római tárgyalásokon mint gazdasági szakértő vett részt. Megbízást kapott a kormánytól a Külkereskedelmi Hivatal megszervezésére 1932-ben. 1933. január 1. és  1935. március 5. között a Külkereskedelmi Hivatal elnöke volt kormánybiztosi jogkörrel. 1935. augusztusáig a kormány kereskedelemügyi államtitkára, 1935. augusztus 1. - szeptember 2. között pedig a kormány kereskedelem- és közlekedésügyi államtitkár volt. A megszerveződő Gömbös-kormányban 1935. szeptember 2. és 1936. október 12. között kereskedelem- és közlekedésügyi miniszter volt. Ebben az időszakban vehette át Szegeden a Baross-lánc-ot, amikor megalakult a Baross Szövetség a Déli kerületben. 1936-ban az 1936-os magyar idegenforgalmi évkönyv egyik fő szerzője. 1936. június 29-én találkozott Mussolinivel, ahol az olasz–magyar búzaegyezményről és az olasz-etióp háborúról esett szó. Winchkler Lessona gyarmatügyi minisztert is felkereste, aki kilátásba helyezett egy bányakoncessziót Magyarország számára. 1935-1936 között országgyűlési képviselő és a Nemzeti Egység Pártja programját támogatta. Politikusi pályájának befejeztével a Magyar Folyam- és Tengerhajózási RT. elnök-vezérigazgatója lett.

## Könyvei
- A magyar idegenforgalom évkönyve 1936. - Idegenforgalmi Újságírók Szindikátusa, 1936.

## Emlékezete
- Alakja felbukkan (említés szintjén) Kondor Vilmos magyar író Budapest noir című bűnügyi regényében.